# سيلفان كالزاتي
سيلفان كالزاتي (بالفرنسية: Sylvain Calzati)‏ مواليد 1 يوليو 1979 في ليون، هو دراج فرنسي سابق في صنف سباق الدراجات على الطريق.

## سجل النتائج

### سباقات أو مراحل فاز بها
- طواف فرنسا

## وصلات خارجية
- الموقع الرسمي

## روابط خارجية
- سيلفان كالزاتي على موقع الاتحاد الدولي للدراجات (الإنجليزية)
- سيلفان كالزاتي على موقع أرشيف الدراجات (الإنجليزية)
- سيلفان كالزاتي على موقع إحصائيات الدراجات الإحترافية (الإنجليزية)
- سيلفان كالزاتي على موقع نسبة الدراجات (الإنجليزية)
- سيلفان كالزاتي على موقع CycleBase (الإنجليزية)